# 2011年斯坦科维奇洲际篮球冠军杯
2011年斯坦科维奇洲际篮球冠军杯是第七届斯坦科维奇杯，于比赛於2011年8月1日至9日在分別在中国的海宁市和广州市进行，本屇赛事与以往赛事不同的是两站比赛会分別決出冠军和名次。首次站比赛于8月1日至8月4日在海宁进行，一日后于8月6日至8月9日移师到广州进行第二站的比赛。参赛球队为有中国、俄罗斯、安哥拉、澳大利亚及新西兰，其中澳大利亚只參加海宁站的比赛，新西兰则取代澳大利亚參加广州站的比赛。在海宁站決赛,安哥拉击败澳大利亚夺得冠军。在广州站決赛中，新西兰击败俄罗斯夺得冠军。

## 海宁站

### 参赛球队
- 中國
- 安哥拉
- 俄羅斯

### 排名榜及赛程
| 球队   | 场次 | 胜 | 负 | 得分 | 失分 | 分差 | 积分 |
| ------ | ---- | -- | -- | ---- | ---- | ---- | ---- |
|        | 3    | 2  | 1  | 242  | 229  | +13  | 5    |
| 安哥拉 | 3    | 2  | 1  | 195  | 193  | +2   | 5    |
| 俄羅斯 | 3    | 2  | 1  | 219  | 209  | +10  | 5    |
| 中國   | 3    | 0  | 3  | 178  | 203  | -25  | 3    |

- 8月1日 -  安哥拉 67:64  中國
- 8月1日 -  俄羅斯 99:97  
- 8月2日 -   76:68  安哥拉
- 8月2日 -  俄羅斯 67:52  中國
- 8月3日 -  安哥拉 60:53  俄羅斯
- 8月3日 -   69:62  中國

### 季军赛及決赛
- 8月4日 -  俄羅斯 50:49  中國 (季军赛)
- 8月4日 -  安哥拉 85:66   (決赛)

### 最终排名
| 排名 | 球队   |
| ---- | ------ |
| 1    | 安哥拉 |
| 2    |        |
| 3    | 俄羅斯 |
| 4    | 中國   |

## 广州站

### 参赛球队
- 中國
- 安哥拉
- 俄羅斯
- 新西兰

### 排名榜及赛程
| 球队   | 场次 | 胜 | 负 | 得分 | 失分 | 分差 | 积分 |
| ------ | ---- | -- | -- | ---- | ---- | ---- | ---- |
| 俄羅斯 | 3    | 3  | 0  | 230  | 174  | +56  | 6    |
| 新西兰 | 3    | 2  | 1  | 233  | 213  | +20  | 5    |
| 安哥拉 | 3    | 1  | 2  | 183  | 211  | -28  | 4    |
| 中國   | 3    | 0  | 3  | 166  | 214  | -48  | 3    |

- 8月6日 -  安哥拉 55:52  中國
- 8月6日 -  俄羅斯 74:71  新西兰
- 8月7日 -  俄羅斯 86:58  安哥拉
- 8月7日 -  新西兰 89:69  中國
- 8月8日 -  新西兰 73:70  安哥拉
- 8月8日 -  俄羅斯 70:45  中國

### 季军赛及決赛
- 8月9日 -  中國 64:54  安哥拉 (季军赛)
- 8月9日 -  新西兰 80:77  俄羅斯 (決赛)

### 最终排名
| 排名 | 球队   |
| ---- | ------ |
| 1    | 新西兰 |
| 2    | 俄羅斯 |
| 3    | 中國   |
| 4    | 安哥拉 |

## 外部連結
2011年斯坦科维奇杯